# Virginia Guedea
Virginia Guedea Rincón Gallardo  (Ciudad de México, 10 de marzo de 1942) es una historiadora, escritora, traductora, investigadora y académica mexicana. Se ha especializado en la historia política del período virreinal de Nueva España y de la Independencia de México.

## Estudios
Realizó sus primeros estudios en el Instituto Mexicano Regina.  En 1962 concluyó la  licenciatura  de historia en la Universidad Iberoamericana. Ingresó a la Facultad de Filosofía y Letras de la Universidad Nacional Autónoma de México (UNAM)  en donde cursó estudios para obtener una maestría y un doctorado a través de la División de Estudios de Posgrado de 1963 a 1969 siendo discípula de Edmundo O'Gorman.  En 1990 realizó una residencia en el Study and Conference Center de la Fundación Rockefeller en Bellagio, Italia.

## Docencia y académica
Ha impartido clases en la Universidad Iberoamericana, es profesora en el Colegio de Historia de la Facultad de Filosofía y Letras, y tutora del programa de doctorado en Historia y Arquitectura en la Universidad Nacional Autónoma de México. Es investigadora titular del Instituto de Investigaciones Históricas de la UNAM y del Sistema Nacional de Investigadores desde 1987.  Ha participado en el Programa de Estímulos del Instituto de Investigaciones Dr. José María Luis Mora nivel IV.  Entre sus proyectos de investigación se encuentran:  Los afanes autonomistas y las juntas de gobierno, 1808-1821, La historia en las conmemoraciones de 1960 y 1985, El golpe de Estado de 1808 y La otra historia.
Fue secretaria académica del Instituto de Investigaciones Históricas de la UNAM de 1979 a 1989, y directora de 1997 a 2005. Desde 1997 es miembro regular de la Academia Mexicana de Ciencias, ingresó como miembro de número a la Academia Mexicana de la Historia el 1 de marzo de 2005 en donde ocupa el sillón 24; el 17 de febrero de 2006 leyó su discurso de ingreso La otra historia o de cómo los defensores de la condición colonial recuperaron los pasados de la Nueva España, el cual fue contestado por Álvaro Matute Aguirre. Es miembro correspondiente de la Real Academia de la Historia desde el 22 de diciembre de 2006. 
Ha recibido un reconocimiento de la Editorial Board de la Universidad de California por su trabajo como editora en la revista Mexican Studies /Estudios Mexicanos en 1999 y el reconocimiento Sor Juana Inés de la Cruz por la UNAM en 2006.

## Obras publicadas
Ha publicado diversos artículos de investigación, prólogos, introducciones, capítulos y libros de historia entre los que destacan:
- "Alzamientos y motines" en Historia de México de editorial Salvat (1974).
- José María Morelos y Pavón. Cronología (1981).
- "La organización militar" en El gobierno provincial en la Nueva España 1570-1787 de Woodrow Borah (1985).
- "José Nemesio Vázquez, un correo insurgente" en De la historia. Homenaje a Jorge Gurría Lacroix del Instituto de Investigaciones Históricas UNAM  (1985).
- "Las sociedades secretas durante el movimiento de independencia" en The Independence of Mexico and the Creation of the New Nation de Jaime E. Rodríguez O. (1989).
- ”En torno a la Independencia y la Revolución” en The Revolutionary Process in Mexico: Essays on Political and Social Change 1880-1940 de Jaime E. Rodríguez O. (1990).
- Las gacetas de México y la medicina (1991).
- En busca de un gobierno alterno: los Guadalupes de México (1992).
- La insurgencia en el Departamento del Norte: los Llanos de Apan y la Sierra de Puebla, 1810-1816 (1996).
- "How Relations Between Mexico and the United States Began" coautora con Jaime E. Rodríguez O.  en Myths, Misdeeds and Misunderstandings The Roots of Conflict in U.S.-Mexican Relations de Kathryn Vincent (1997).
- "La crisis imperial española" en Gran historia de México ilustrada de Josefina Zoraida Vázquez (2001).
- Memorias de la Revolución mexicana traducción de la obra de William Davis Robinson (2003).
- "La Nueva España" en 1808 La eclosión juntera en el mundo hispano de Manuel Chust (2007).